# 1 Лисички
1 Лисички (1 Vulpeculae, 1 Vul) — голубой субгигант спектрального класса B4IV в созвездии Лисички. Видимая звёздная величина составляет 4,77. Звезда находится на расстоянии около 810 световых лет от Солнца.
В 1978 году было обнаружено, что главный компонент является спектрально-двойной звездой с периодом около 250 суток, но элементы орбиты были известны с крайне малой точностью. Дополнительные компоненты B и C обладают видимыми звёздными величинами 11,6 и 12,8 и располагаются на угловом расстоянии  39,1" и 43,6" от главного компонента.
Компонент A также, возможно, является переменной звездой, блеск меняется от 4,57 до 4,77. В 1952 году было заявлено, что звезда может быть переменной, в рамках поиска переменных звёзд типа β Большого Пса, но с тех пор переменность не проявлялась. По данным фотометрии Hipparcos данная звезда является одной из звёзд с наименьшей переменностью.
29 мая произошло покрытие 1 Лисички астероидом Паллада. Данное явление наблюдалось в 130 пунктах в США и Мексике  и стало одним из лучших явлений такого типа по числу наблюдений.